# آلوارو واسکز
آلوارو واسکز (انگلیسی: Álvaro Vázquez؛ زادهٔ ۲۷ آوریل ۱۹۹۱) یک بازیکن فوتبال اهل اسپانیا است.
از باشگاه‌هایی که در آن بازی کرده‌است می‌توان به سوانزی سیتی، تیم ملی فوتبال کاتالونیا، اسپانیول، ختافه و تیم ملی فوتبال زیر ۲۳ سال اسپانیا اشاره کرد.